# Rheocricotopus eminellobus
Rheocricotopus eminellobus är en tvåvingeart som beskrevs av Ole Anton Saether 1969. Rheocricotopus eminellobus ingår i släktet Rheocricotopus och familjen fjädermyggor. Inga underarter finns listade i Catalogue of Life.